# Jef Pedal
Jozef ("Jef") Pedal, ook wel Piet Pedaal, is een stripfiguur in de Vlaamse serie De avonturen van Nero & Co, getekend door Marc Sleen. Pedal kwam vooral in de vroege Nero-verhalen voor, toen deze nog De avonturen van detective Van Zwam heetten. Na het album Operatie Koekoek (1958) kwam hij nog uitermate zelden voor in de reeks.

## Personage
Jozef Pedal is een vriend van hoofdpersonages Detective Van Zwam en later Nero. In de strip wordt hij meestal aangesproken met "Jef". In sommige "vernederlandste" versies van de strip waarin het typisch-Vlaamse taalgebruik werd aangepast werd de naam van Jozef Pedal veranderd in "Piet Pedaal".
Jef heeft een vrouw, Isabelle (die in sommige verhalen echter ook de vrouw van Jan Spier is). Samen hebben ze een zoontje: "Pierke Pedal". Isabelle komt voor het eerst voor in het verhaal Het B-Gevaar (1948) en Pierke komt voor het eerst voor in het verhaal Het Rattenkasteel (1948).

## Rol
Vooral in de eerste zeven verhalen van Nero en detective Van Zwam is Pedal een belangrijk figuur. In De Hoed van Geeraard de Duivel (1950) verschijnt hij nog even en in Beo de Verschrikkelijke (1952) blijkt hij samen met zijn vrouw in Boma, Congo te wonen waar hij leeft van krokodillenjacht, maar daarna verdwijnt hij lange tijd uit de reeks. In Operatie Koekoek (1958) speelde hij zijn laatste grote rol wanneer Nero samen met Jef een vliegtuig gebruikt om een fakir op een vliegend tapijt te volgen. Jef wordt hierbij in een nijlpaard veranderd, al krijgt hij aan het einde van het album zijn ware gedaante weer terug. Daarna verdween hij voorgoed uit de reeks. Slechts in De Krabbekokers (1964) brengt hij Nero felicitaties ter gelegenheid van het 50ste Neroverhaal. In het album De Gouden Patatten (1984) verschijnt Jef Pedal weer omdat Detective Van Zwam overleden is en hij hem zijn laatste groet wil brengen. Samen met de overige personages gaat hij vervolgens in staking tegen de tekenaar om hem te overtuigen Van Zwam weer tot leven te laten brengen. Zelf verklaart hij in het album: "Na 37 jaar speel ik weer even mee en 'k ben al in staking!". Hierna duikt Pedal nog verschillende keren op in de reeks in cameo's, zoals in Joske De Wreker (1986), De Boze Tongen (1991), Wonderboy (1993) en De Blauwe Woestijn (1997). Zijn laatste tekst zegt hij in De Adhemar Bonbons (1989). Hier klaagt hij dat Marc Sleen hem en verschillende andere figuren al lang heeft laten vallen. De laatste keer verschijnt hij in strook 80 van het laatste album uit de reeks, Zilveren Tranen uit 2002.

## Uiterlijk
Pedal heeft een lange spitse neus en steil achterover gekamd zwart haar. Hij draagt altijd nette pakken. In de vernederlandste versies en de latere versies van Nero is zijn spitse neus echter vervangen door een afgestompte neus.

## Trivia
- In het allereerste stripverhaal (Het Geheim van Matsuoka, 1947) ondergaan verschillende personages door het drinken van "Matsuoka-bier" een persoonsverandering. Jef Pedal denkt hierdoor dat hij "Jan met de hamer" is, een verwijzing naar de bijnaam van de middeleeuwse hertog Jan Zonder Vrees, wat ook Jans uitdossing als ridder verklaart in het album.[3]
- In De Erfenis van Nero (1948) blijkt hij tijdens de Tweede Wereldoorlog bij de Royal Air Force te hebben gewerkt.

## Referentie
1. ↑  Artikel 'de "vertaalde" Nero' in moorsmagazine
2. ↑  "Beo de Verschikkelijke" op stripspeciaalzaak.be. Gearchiveerd op 1 maart 2021. Geraadpleegd op 16 augustus 2023.
3. ↑  Het geheim van Matsuoka op stripverhalen.net